# Philomecyna camerunica
Philomecyna camerunica är en skalbaggsart som först beskrevs av Aurivillius 1907.  Philomecyna camerunica ingår i släktet Philomecyna och familjen långhorningar. Inga underarter finns listade i Catalogue of Life.